# Christian Knudsen (lokalhistoriker)
 For alternative betydninger, se Christian Knudsen. (Se også artikler, som begynder med Christian Knudsen)
Christian Knudsen (født 17. april 1828 i Ketting; død 6. december 1911 i Glostrup) var en dansk præst, der var aktiv som lokalhistoriker, folkemindesamler og slægtsforsker på øen Als. I 1896 blev han hædret med Dannebrogordenen og blev på den måde ridder af Dannebrog.

## Liv
Christian Knudsen var søn af kromand og købmand Johan Peter Knudsen og Christine Margrethe, født Frost i Ketting. Hans farbror var Jørgen Knudsen (1772–1862), som fra 1835 til 1861 var præst i Havnbjerg. Christian Knudsen mistede sin mor, da han var otte år gammel, og sin far, før han fyldte ti år, hvorefter han blev præsten Jørgen Knudsens plejesøn.
Christian Knudsen blev student fra Odense Kathedralskole i 1848 og tog teologisk eksamen i København i 1855. Derefter opholdt han sig hos sin bror, proprietær Knud Knudsen, på gården Lysholm i Egen sogn og omkring 1860 var han huslærer hos den dengang kendte grundtvigske præst Carl Fog i Skjold. I 1861 blev han personlig kapellan hos biskoppen over Als og Ærø, Jørgen Hansen, med sæde i Guderup præstegård i Egen Sogn. Han blev også hos Jørgen Hansen, da Als-Ærø Stift i 1864 efter 2. Slesvigske Krig blev opløst. Men da preusserne i 1867 krævede, at alle slesvigske præster og lærere skulle aflægge ed til den preussiske konge, trak Knudsen sig tilbage, fordi han var meget dansksindet. Jørgen Hansen selv besluttede sig for at sværge til den preussiske konge og kunne derfor forblive præst i Egen. På Als nægtede kun seks lærere og to præster, heriblandt Christian Knudsen, at aflægge eden.
Den 16. juni 1871 blev Knudsen ansat som sognepræst på Avernakø. Det var en trøst for ham, at han derfra kunne se over til Als. Ved sit 25-års jubilæum i 1896 blev han udnævnt til ridder af Dannebrog. Han trak sig fra sit embede den 15. november 1900 og gik på pension. Som et minde af hans afsked fik menigheden malet et billede af ham, som hænger i Avernakø Kirke. Christian Knudsen var meget nærsynet, men bar ikke briller, så det var vanskeligt for ham at genkende folk på afstand, og han havde en spæd og hæs stemme, så det kunne være svært at følge med i hans prædikener. Men da han var en sympatisk mand, vandt han alligevel menighedens agtelse og hengivenhed. Han forblev ugift, boede til sidst i Kildevej 25, Glostrup, og døde sidst i 1911. Den 12. december 1911 blev han bisat på Garnisons Kirkegård i København.

## Værk
Christian Knudsens lokalhistoriske arbejde er delt i to dele: Fra 1862 skrev han otte bind af en familiehistorie, som hver er på omkring 200 sider. På grund af de indskudte historier er denne familiesamling undertiden tiden ret underholdende. De otte håndskrevne bind blev transskriberet af Astrid Thorsen i Elstrup på Als og er nu online på www.alsnissen.dk, en hjemmeside, der administreres og vedligeholdes af Egen sogns lokalhistoriske forening. Knudsens familiehistorie indeholder materiale om nogle gamle alsiske slægter som f. eks. Knudsen, Fangel, Frost, Beyerholm, Brorsen, Matzen m.m.
Desuden skrev Christian Knudsen 30 bind med lokalhistoriske optegnelser om Als med ca. 150–250 sider hver. Der nedskrev han mange folkesagn, gamle minder og andre overleveringer fra Als. Han afskrev også dokumenter fra præste- og sognearkiver, men han har da ikke så meget fra retsbetjentarkiverne, fordi han formentlig ikke var på god fod med disse embedsmænd, som gennemgående var meget tysksindede. For alle gårde i Egen, Havnbjerg, Ketting og Hørup sogne udarbejdede Christian Knudsen rækkefølgen af ejere for de sidste 300 år frem til hans tid, med oplysninger om hustruer og børn ifølge kirkebøgerne. Et særligt afsnit vedrører forholdene og personerne fra hertugens hof i Augustenborg.
Disse 30 bind er ikke blevet transskriberet, men der findes delvise kopier i de lokalhistoriske arkiver på Als. Christian Knudsens originale manuskripter fandtes engang i det Kongelige Bibiliotek i København, nu er de i bibliotekens håndskriftsamling i Århus (”nr. 1416, Knudsen, Chr.”). Sammen med to lokalhistoriske bind om Avernakø og Lyø, to mapper med slægtstavler over fremtrædende adelsslægter, der havde relation til Sønderjylland, og andre, mindre vigtige noter omfatter Christian Knudsens håndskrevne optegnelser mere end 12.000 sider.

## Vidnesbyrd
Præsten og forfatteren Otto Møller skrev om Christian Knudsen i et brev til Thomas Skat Rørdam i 1860:
”I Paasken havde jeg Besøg nogle dage af Chr. Knudsen, der er Huuslærer hos ovennævnte Fog, og er med al sin Tørhed, Trevenhed og Alsiskhed alligevel en flink Fyr med levende Tro og kristelig Forfarenhed.” (dvs. erfaring)
Aage May († 1974) skriver i sin afhandling om Christian Knudsen i 1972:
”[Vi] har fået reddet meget af den alsiske folketradition fra forglemmelse, hvilket især skyldes pastor Christian Knudsen. … [H]an var en elskværdig mand, venlig og godtgørende overfor småfolk, tolerant og rettænkende.”
Slægtsforskeren Jens Axel Nissen (1943–2018), grundlæggeren af websitet www.alsnissen.dk, skrev om Christian Knudsen i 2004:
”Han er uden sidestykke den største lokalhistoriker øen Als nogensinde har haft. Han skrev med en smuk håndskrift 30 bind over Als, hvor han skrev alle mulige kilder af, snakkede med folk og skrev deres historier ned.”